# Preben Philipsen
Constantin Preben Philipsen (* 18. Januar 1910 in Kopenhagen; † 21. September 2005 in Klampenborg) war ein dänischer Filmproduzent.

## Leben
Philipsen war der Sohn des dänischen Filmpioniers Constantin Philipsen, dem Gründer der Rialto Film. Am 1. April 1950 gründete er gemeinsam mit dem deutschen Filmkaufmann Waldfried Barthel unter der Register-Nr. 1944 in Frankfurt am Main einen Filmverleih, der auf den gemeinsamen Vornamen von Vater und Sohn Philipsen hin Constantin Filmverleih GmbH genannt wurde.
Aufgrund seiner guten Kontakte zum amerikanischen Filmunternehmen United Artists ermöglichte er es dem Constantin Filmverleih, United-Artists-Filme exklusiv in die deutschen Filmtheater zu bringen. Den Anfang machte 1950 Charlie Chaplins Goldrausch.
Fünf Jahre fungierte Philipsen als Präsident der Constantin. Nachdem in Deutschland ein ausländischer Partner nicht mehr zwingend vorgeschrieben war, schied Philipsen 1955 bei der Constantin aus. Er wandte sich nun wieder der von seinem Vater gegründeten Rialto Film Preben Philipsen A/S zu. Mit ihr produziert er mehrere skandinavische und deutsche Filme und pflegte dabei weiterhin ein enges Verhältnis zum Constantin Filmverleih.
1959 erwarb er die Rechte an zwei Romanen von Edgar Wallace. Im Auftrag von Constantin Film München produzierte er Der Frosch mit der Maske und für den Prisma-Filmverleih Der rote Kreis. Mit diesen deutsch-dänischen Produktionen begann die Epoche der erfolgreichen Edgar-Wallace-Filme.
Von Penelope Wallace, der Tochter des verstorbenen Schriftstellers, kaufte er exklusiv die Rechte an den gesamten Edgar-Wallace-Romanen. Während der Dreharbeiten zu Die Bande des Schreckens gründete er am 18. August 1960 in Frankfurt am Main die Rialto Film Preben Philipsen Filmproduktion- und Filmvertriebs GmbH mit einem Stammkapital von 20 000 DM. Die Geschäftsführer wurden Philipsen und Franz Sulley.
Am 1. November 1960 berief er Horst Wendlandt zum Produktionschef des von Constantin an Philipsen zurückgefallenen Prisma Verleihs. Als der Prisma Verleih 1961 seine Tätigkeit einstellte, machte er Wendlandt als Nachfolger von Horst Beck zum Herstellungsleiter der Rialto Film. Im selben Jahr wurde Wendlandt Mitgesellschafter und als Nachfolger von Sulley Geschäftsführer neben Philipsen. 1962 wurde der Sitz der Firma nach West-Berlin verlegt.
Gegenüber Wendlandt trat Philipsen im Laufe der Jahre immer mehr in den Hintergrund. Am 4. Februar 1976 veröffentlichte der Bundesanzeiger, dass Preben Philipsen bei dem Unternehmen Rialto Film Preben Philipsen Berlin/West ausgeschieden und dass bei der Rialto Film Preben Philipsen GmbH. & Co. KG Berlin/West seine Prokura erloschen ist.

## Filmografie (Auswahl)
- 1957: Für zwei Groschen Zärtlichkeit
- 1958: Der Mann, der nicht nein sagen konnte
- 1958: Das haut einen Seemann doch nicht um
- 1959: Der Frosch mit der Maske
- 1960: Der rote Kreis
- 1960: Die Bande des Schreckens
- 1961: Komtessen
- 1961: Das Geheimnis der gelben Narzissen
- 1961: Der Fälscher von London
- 1961: Unser Haus in Kamerun
- 1961: Harry und sein Kammerdiener
- 1962: Ich bin auch nur eine Frau
- 1962: Der Schatz im Silbersee
- 1963: Der Zinker
- 1963: Der schwarze Abt
- 1963: Das indische Tuch
- 1965: Der unheimliche Mönch
- 1967: Die blaue Hand
- 1971: Die Tote aus der Themse
- 1972: Willi wird das Kind schon schaukeln
- 1974: Nøddebo præstegaard
- 1974: Skipper & Co.
- 1974: Sønnen fra vingården
- 1975: Bejleren - en jydsk røverhistorie